# Adolf Czettel
Adolf Czettel (* 26. Oktober 1924 in Wien; † 27. September 1988 ebenda)  war ein österreichischer Politiker (SPÖ).

## Leben
Adolf Czettel war wie sein Bruder Hans Czettel Sohn eines Angestellten der Gemeinde Wien und wuchs in Ottakring auf.
Czettel erlernte den Beruf des Maschinenschlossers. Während der Zeit des Nationalsozialismus war Czettel eigenen Angaben zufolge Oberscharführer in der Hitlerjugend und ab 1942 Parteianwärter der NSDAP. In der Maschinenfabrik, in der er arbeitete, wurde er 1946 Betriebsratsmitglied und 1949 Betriebsratsobmann. Er verließ die Fabrik 1959 und war bis 1975 in der Arbeiterkammer Wien im Betriebsreferat tätig.
Nachdem er 1965 stellvertretender Vorsitzender sowie Obmann der Landesleitung Wien der Gewerkschaft Metall-Bergbau-Energie wurde, übernahm er die Vizepräsidentschaft und 1976 den Vorsitz der Arbeiterkammer Wien und des Österreichischen Arbeiterkammertages.
1984 wurde Adolf Czettel zum Präsidenten des Hauptverbandes der Österreichischen Sozialversicherungsträger gewählt, dem er bis 1988 vorstand.
Czettel war von 1969 bis 1976 Mitglied des Wiener Gemeinderates und Abgeordneter zum Wiener Landtag und von 1976 bis 1979 Mitglied des Bundesrates.
Abgeordneter zum Nationalrat war er von 1979 bis 1984 und vom 17. Dezember 1986 bis zum 20. November 1987.
Sein Grab befindet sich am Ottakringer Friedhof. Nach ihm wurden das Adolf-Czettel-Bildungszentrum der Arbeiterkammer in Wien und im Jahre 1998 die Adolf-Czettel-Gasse in Ottakring benannt.

## Auszeichnungen
- 1984: Großes Silbernes Ehrenzeichen mit dem Stern für Verdienste um die Republik Österreich[4]